# Río Teton
El río Teton es un afluente de 103 km (64 millas) del Henrys Fork del río Snake, en el sureste de Idaho, Estados Unidos. Desemboca en el valle de Teton, a lo largo del lado oeste de la cordillera Teton, en la frontera entre Idaho y Wyoming, en el extremo oriental de la llanura del río Snake. Su ubicación en la ladera occidental de los Tetons le proporciona más precipitaciones que a muchos otros ríos de la región.